# Pachter

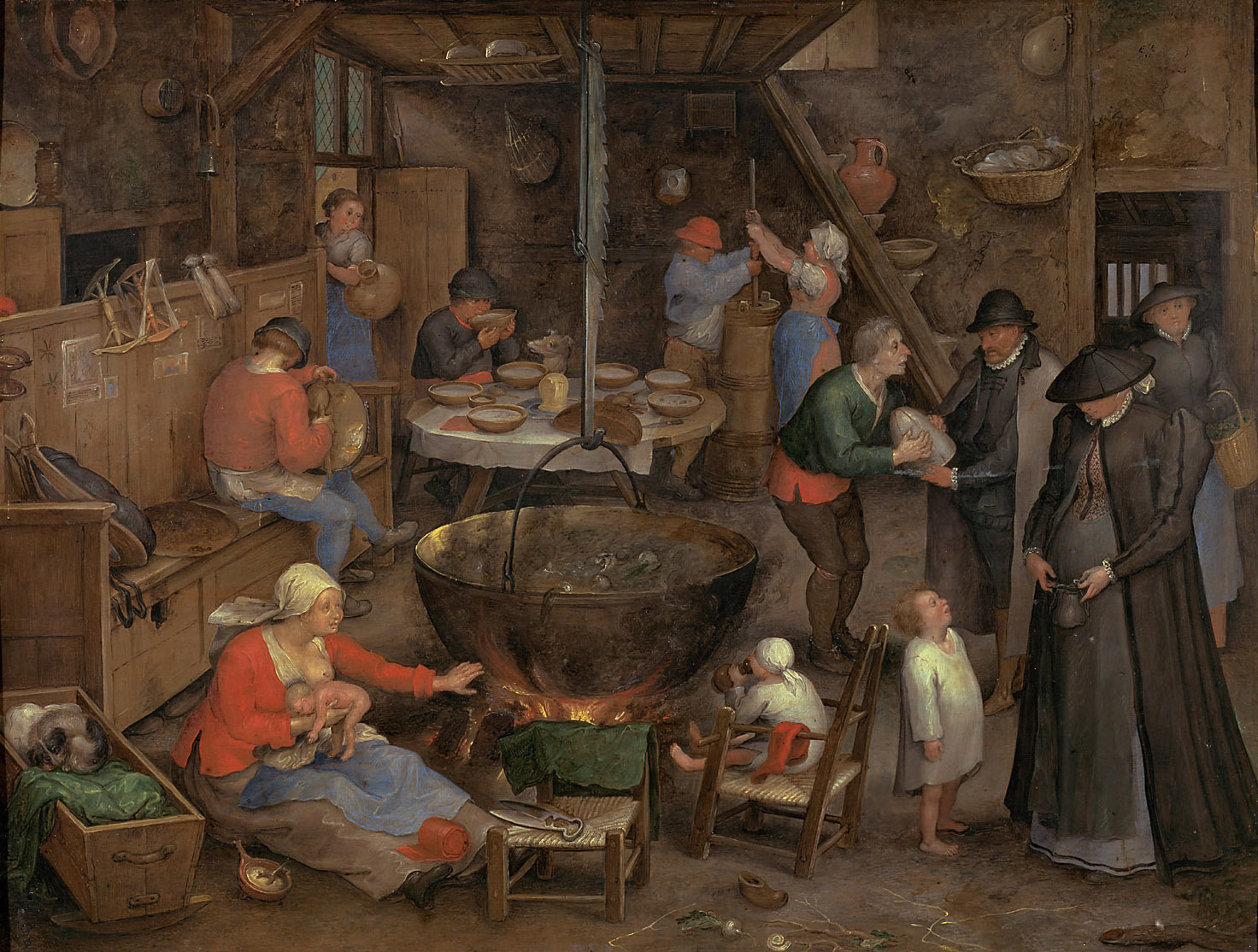
Jan Brueghel de Oude (naar Pieter Bruegel de Oude). Bezoek aan de pachthoeve. Ca. 1597

Een pachter is iemand die een boerderij, weiland, akker, visgrond, veer of stuk grond huurt van een ander en daarvoor regelmatig, vaak jaarlijks, verplicht is pacht te betalen. Een dergelijke overeenkomst is de pacht.
Horecagelegenheden worden vaak door een pachter uitgebaat in opdracht van een brouwerij. Ook een concertzaal of theater kan door pachters worden geëxploiteerd.